# Escape from Tomorrow
Escape from Tomorrow es una película de terror independiente estadounidense de 2013 escrita y dirigida por Randy Moore en su debut como director. Cuenta la historia de un padre desempleado que tiene experiencias cada vez más extrañas y visiones inquietantes en el último día de unas vacaciones familiares en Walt Disney World Resort. Se estrenó en enero en el Festival de Cine de Sundance de 2013 y luego fue una selección personal de Roger Ebert, que se mostró en su 15º festival anual de cine en Champaign, Illinois. La película fue una selección oficial de 2012 del Festival de Cine PollyGrind, pero en ese momento los cineastas todavía estaban trabajando en algunos asuntos legales y pidieron que no se proyectara.
La película llamó la atención porque Moore había filmado la mayor parte en locaciones de Walt Disney World y Disneyland sin el permiso de The Walt Disney Company, propietario y operador de ambos parques. Debido a la reputación de Disney de proteger su propiedad intelectual, el elenco y el equipo utilizaron técnicas cinematográficas de guerrilla para evitar llamar la atención, como mantener sus guiones en sus teléfonos y filmar con cámaras de video portátiles similares a las que usan los visitantes del parque. Después de la fotografía principal estaba completo, Moore estaba tan decidido a mantener el proyecto en secreto de Disney que lo editó en Corea del Sur. Sundance también se negó a discutir la película en detalle antes de que se mostrara. Se la ha llamado "la última película de guerrilla". En lugar de suprimir la película como Moore afirmó que sucedería, Disney optó por ignorarla.
Se ha comparado con el trabajo de Roman Polanski y David Lynch. Aunque muchos de los que la vieron en el Festival de Cine de Sundance expresaron fuertes dudas de que la película se mostraría a un público más amplio debido a los problemas legales involucrados y la representación negativa de los parques, The Walt Disney Company no impidió que la película ser liberado. En el momento de su estreno, Disney afirmó que estaba "al tanto" de la película; desde entonces, el suplemento en línea de Disney A to Z: The Official Encyclopedia ha incluido una entrada para la película.
Se estrenó simultáneamente en cines y video a pedido el 11 de octubre de 2013 a través de Producers Distribution Agency, una compañía de Cinetic Media. Ha recibido críticas mixtas a negativas, elogiando sus imágenes y su ambiciosa producción, pero criticando su ejecución.

## Argumento
En el último día de las vacaciones de su familia en Walt Disney World Resort, el trabajador de cuello azul Jim White es despedido por una razón desconocida, durante una llamada telefónica con su jefe en el Contemporary Resort Hotel. No queriendo arruinar las vacaciones de su familia, Jim decide guardárselas para sí mismo. La familia sale de su habitación de hotel y toma el monorraíl hasta el parque junto a dos adolescentes francesas, Isabelle y Sophie, quienes despiertan el interés de Jim sin que su esposa Emily y sus dos hijos, Elliot y Sara, lo sepan.
Durante los paseos, Jim tiene una serie de alucinaciones extrañas e inquietantes, como las caras de los personajes animatrónicos que se deforman y adquieren apariencias malvadas, y su familia abusa verbalmente de él.
Después de una discusión con su esposa, Jim lleva a sus hijos a varias atracciones del parque Disney, mientras persigue a Sophie e Isabelle. Más tarde, conoce a una mujer misteriosa, que usa un collar suyo para hipnotizarlo, haciéndolo perder el conocimiento y despertarse con ella teniendo sexo con él. Luego le informa que las princesas disfrazadas y saludables de los parques son en realidad parte de una red secreta de prostitución que atiende a ricos empresarios asiáticos y que las piernas de pavo que se venden en el parque son en realidad carne de emú.
Emily se da cuenta de los intentos de Jim de conocer a Isabelle y Sophie, lo que provoca tensión entre ella y Jim, incluso cuando van más allá con los niños a Epcot. Después de que Emily y Elliot regresan al hotel luego de una discusión con Jim que resultó en que ella abofeteara a Sara, Sophie se acerca e invita a Jim a ir con ella e Isabelle. Cuando Jim se niega, Sophie le escupe en la cara y se marcha. Jim se da cuenta de que Sara ha desaparecido y la busca frenéticamente, hasta que los guardias del parque usan una pistola Taser para dejarlo inconsciente.
Jim se despierta en un centro de detención secreto debajo de Spaceship Earth de Epcot, donde ve imágenes de una mujer desnuda que imaginó en el paseo Soarin' y pantallas de video que muestran eventos que sucedieron antes. Un científico analiza los vuelos de fantasía e imaginación de Jim, revelando que él es parte de un experimento de Siemens Corporation desde que fue por primera vez al parque temático cuando era niño con su padre. Su jefe está involucrado en la conspiración y su despido fue parte del plan junto con el cierre del viaje de Buzz Lightyear, justo cuando él y Elliot se acercaban al área de embarque. El científico también le dice a Jim que les había entregado a Elliot, como lo había hecho el padre de Jim cuando era niño.
Después de dañar el panel de instrumentos con ungüento médico y decapitar al científico, que resulta ser un androide, Jim escapa del laboratorio a través de una alcantarilla. Luego descubre que Sara ha sido capturada por la misteriosa mujer, que ahora viste un disfraz de Blancanieves. Ella procede a contarles sobre su pasado como princesa disfrazada, que terminó después de aplastar a una niña mientras la abrazaba. Ella hipnotiza a Jim con el collar nuevamente, pero Sara se lo quita y lo rompe, liberando a Jim de su hechizo y permitiéndoles escapar a ella y a Jim.
Después de regresar a su habitación de hotel y acostar a Sara, Jim comienza a sufrir problemas digestivos y vomita una gran cantidad de sangre y bolas de pelo, que reconoce como síntomas de la gripe felina; provocado por Sophie escupiéndole en la cara antes, sin saberlo, infectándolo. Elliot, despertado por los ruidos en el baño, entra y encuentra a Jim al borde de la muerte. Le ruega débilmente a Elliot que lo ayude, pero le cierra la puerta.
Al día siguiente, Emily angustiada encuentra el cadáver de Jim, que ahora tiene ojos de gato y una cara sonriente. El personal de limpieza llega para eliminar todas las pruebas, y uno de ellos llena la cabeza de Elliot con recuerdos falsos de montar en la atracción Buzz Lightyear. Cuando se llevan el cuerpo de Jim, una nueva familia llega al hotel, que consta de otra versión de Jim, la mujer de la atracción Soarin' y su hija.

## Reparto
- Roy Abramsohn como Jim White
- Elena Schuber como Emily White
- Katelynn Rodríguez como Sara White
- Jack Dalton como Elliot White
- Danielle Safady como Sophie
- Annet Mahendru como Isabelle
- Alison Lees-Taylor como la otra mujer
- Lee Armstrong como el hombre en scooter
- Amy Lucas como la enfermera
- Zan Naar como la mujer de fantasía / nueva esposa
- Stass Klassen como el científico
- Trevor McCune como Valet

## Antecedentes
Randy Moore, nativo de Lake Bluff, Illinois, visitaba con frecuencia a su padre en Orlando después del divorcio de sus padres. Los dos a menudo pasaban tiempo juntos en Walt Disney World, cerca de allí. "Era un lugar físico especial, y se convirtió en un espacio emocional", le dijo a Filmmaker. Agregó: "Obviamente, tengo muchos problemas con el padre que no puedo separar de ese lugar". Más tarde, su relación se deterioró.
Decidió seguir una carrera en el cine. Después de asistir a otras dos escuelas de cine, se graduó de la Universidad Full Sail en otra ciudad de Florida Central, Winter Park, como el mejor alumno de la clase . Se mudó al sur de California y comenzó a trabajar como editor de historias, principalmente haciendo reescrituras sin acreditar.
En Hollywood, se casó y formó una familia. Al igual que su propio padre, con frecuencia llevaba a sus propios hijos a Disneyland. "No fue hasta nuestro primer viaje familiar juntos que este paisaje emocional muy visceral de mi pasado, que ya casi había olvidado, me golpeó de nuevo como [una] bala". En el primer viaje de la familia a Walt Disney World, las emociones se hicieron más fuertes. "Era como si él estuviera allí como un fantasma. Íbamos en las mismas atracciones que yo solía subir con él, pero ahora ya no nos hablamos".
Su esposa, originaria de la antigua Unión Soviética que no tenía recuerdos ni expectativas como las suyas, vio las cosas con ojos nuevos. Moore dijo: "Ella es enfermera y va entre los pisos de los hospitales. En un momento se volvió hacia mí en una feria de princesas o algo así y me dijo: 'Esto es peor que trabajar en la [sala] de psiquiatría en el hospital'".
Leyó la biografía de Walt Disney escrita por Neal Gabler y llevó a los niños a Disneylandia con más frecuencia. "Me obsesioné con encontrar una conexión", recordó más tarde. Escribió el guion de Escape from Tomorrow en un mes junto con otros dos. Una herencia de sus abuelos proporcionó la mayor parte del presupuesto de la película, que calculó en alrededor de $650 000, el triple de lo que había planeado originalmente.

## Producción
Para mí esto es el futuro. Cámaras en tu mano. Cámaras en tus gafas. Cualquiera puede disparar en cualquier momento.
Y creo que explotará.
Randy Moore

"No había otro lugar para hacerlo", dice Moore sobre su decisión de usar Disney World como escenario y filmar en los parques. Disney, que tiene reputación de proteger agresivamente su propiedad intelectual, ha sido tolerante con los visitantes que suben videos de sus visitas a YouTube y otros lugares, ya que la mayoría de esos videos creados por los usuarios proyectan una imagen positiva de los parques. Pero Moore no esperaba obtener el permiso de Disney para filmar allí debido a su representación negativa y surrealista del parque.
Moore utilizó técnicas cinematográficas de guerrilla, que a veces requieren el uso de locaciones sin obtener permiso. Escape from Tomorrow no es la primera película realizada total o parcialmente de esta manera en los parques de Disney. En 2010, el artista callejero británico Banksy rodó una escena para Exit Through the Gift Shop en uno de los parques con su colaborador Mr. Brainwash. Se las arreglaron para sacar de contrabando las imágenes después de ser detenidos e interrogados por la seguridad del parque. Al año siguiente, un corto viral de metraje encontrado, Missing in the Mansion, filmado en Haunted Mansion, se distribuyó en línea sin interferencia de Disney.
Fue necesaria una extensa preproducción. La naturaleza única del rodaje de la película dictó pasos que normalmente no se toman en la realización de películas, como trazar la posición del sol con semanas de anticipación, ya que no podían usar equipo de iluminación. Las escenas se ensayaron y bloquearon en habitaciones de hotel, en lugar de en las ubicaciones reales. "Debemos haber recorrido toda la película al menos ocho o nueve veces durante múltiples viajes de exploración antes de rodar la cámara", dice Moore.
Antes de la fotografía principal, el elenco y el equipo compraron pases de temporada para los resorts de Disneyland y Walt Disney World. Pasaron diez días en Florida y luego regresaron a California para pasar dos semanas en Disneyland, lo que hizo que los parques representados en la película fueran una combinación de ambos centros turísticos. Los actores y el equipo entraron a los parques en pequeños grupos para evitar llamar la atención. "En un momento, incluso hice que el departamento de cámara se afeitara el vello facial y se vistiera con ropa de turista, lo que casi provocó un motín", dice Moore. A pesar de que los actores usaron la misma ropa durante días, Moore le dijo a Los Angeles Times que el personal del parque nunca pareció notarlos, excepto por un día cerca del final de la filmación cuando la seguridad de Disneyland pensó que eran paparazzi acosando a una familia de celebridades.

La película se filmó con el modo de video de dos cámaras réflex digitales de lente única Canon EOS 5D Mark II y una Canon EOS 1D Mark IV, lo que ayudó a los cineastas a parecerse más a los típicos visitantes del parque. Para compensar su incapacidad para controlar la iluminación, la película se rodó en modo monocromático. "[Estábamos filmando con lentes muy rápidos y abiertos de par en par, por lo que nuestra profundidad de campo era muy delgada. El blanco y negro nos ayudó enormemente con el enfoque y la composición, ya que estábamos haciendo casi todo en la cámara y no usamos un extractor de enfoque ”, recordó Moore. Fue una elección irreversible. "[P]orque la 5D no dispara en RAW, personalizamos la configuración en su modo monocromático y no podíamos volver al color, incluso si hubiéramos querido". Moore se sintió cómodo con el resultado debido a la calidad surrealista y onírica que creó, lo que obligó a los espectadores a ver lo familiar. vistas de los parques de Disney de una nueva manera.
Los actores y el equipo usaron sus teléfonos para comunicarse y almacenar información, como el guion; de esa manera, parecían invitados usando sus teléfonos casualmente. Los teléfonos también se usaron para grabar sonido, además de grabadoras digitales pegadas al cuerpo de cada actor que se dejaban funcionando todo el día. Para las escenas diurnas, Moore se sintió cómodo arriesgando solo tres o cuatro tomas de cada escena, pero descubrió que podía hacer más por la noche.

Las escenas involucraban montar en ocho atracciones reconocibles en los parques. Uno requería esperar en una larga fila para el viaje de Buzz Lightyear en Disneyland, y los actores montaron It's a Small World al menos 12 veces para lograr la escena correcta. "Me sorprendió que los operadores de las atracciones no fueran un poco más inteligentes", dijo Moore a The New York Times. Para una escena en la que dos personajes pasan en el People Mover, Moore hizo que los actores lo montaran durante horas mientras él calculaba el tiempo.
Después de la filmación en locaciones, la producción volvió a los estudios de sonido para interiores. Algunas escenas se filmaron contra un fondo de pantalla verde para sustituir imágenes de la segunda unidad de otras ubicaciones, lo que permitió el uso de tomas de grúa. Una vez terminada la fotografía, Moore llevó la película a Corea del Sur para editarla y evitar que Disney se enterara; también se negó a decirle a la mayoría de sus amigos cercanos lo que estaba haciendo. Los efectos visuales fueron realizados por la misma compañía que los había realizado para la película de monstruos de Corea del Sur de 2006, The Host.
Las tareas de postproducción fueron tan desafiantes como la producción misma. Los editores de sonido tuvieron que escuchar todas las pistas sin cortes de las grabadoras pegadas en los cuerpos de los actores para encontrar el diálogo. El contenido propiedad de Disney, como la letra de "It's a Small World" y las imágenes de Soarin', se eliminaron de la película para evitar la infracción de derechos de autor. El compositor Abel Korzeniowski contribuyó con una partitura ligera y aireada similar a las utilizadas en la Edad de Oro de Hollywood.

## Sundance
Moore envió la película al Festival de Cine de Sundance, donde muchas películas independientes buscan distribuidores. Tenía pocas esperanzas de que fuera aceptado debido a los patrocinadores corporativos del festival. Pero Trevor Groth, el nuevo director de programación del festival, quedó "impresionado" por Escape from Tomorrow y lo aceptó para la categoría no competitiva "Next" del festival, para películas que trascienden las limitaciones de los bajos presupuestos comunes a la mayoría de las películas independientes.
Cuando comenzó el festival de 2013 en Park City, Utah, el secreto sobre la película continuó. El sitio web del festival solo identificó el escenario como un parque temático. Nan Chalat-Noaker, crítico de Park Record, recuerda que el festival e incluso el publicista de la película no estaban dispuestos a compartir más detalles sobre la película, pero instaron a los críticos a verla. En su reseña, se negó a identificar el escenario de la película por su nombre, aunque dio pistas generales, por temor a alertar a los abogados de Disney. El estreno, en la primera noche del festival, no contó con la asistencia completa; cuando se corrió la voz entre los asistentes, todos los demás espectáculos se agotaron efectivamente.

## Recepción
En el sitio web de agregación de reseñas Rotten Tomatoes, la película tiene un índice de aprobación del 56% según 87 reseñas, con una calificación promedio de 6/10. El consenso crítico del sitio dice: "Conceptualmente audaz pero solo intermitentemente exitoso en la ejecución, Escape From Tomorrow es, sin embargo, visualmente inventivo y oscuramente surrealista". En Metacritic, la película tiene una puntuación de 58 sobre 100, basada en 27 críticos, lo que indica "críticas mixtas o promedio".

Antes de que terminara el fin de semana del Día de Martin Luther King, los asistentes al festival estaban discutiendo ampliamente sobre Escape from Tomorrow . The New York Times y Los Angeles Times publicaron artículos sobre la película y Moore. Gran parte de la atención se centró en la audacia de la realización cinematográfica. Movies.com informó que la gente ya la llamaba "la última película de guerrilla". En la noche del estreno, Drew McWeeny escribió:
No es posible que esta película exista. No es posible que filmaran largas secuencias con guión en las atracciones reales. No es posible que acabo de ver una película en la que se sugiere y luego se muestra que las diversas princesas de Disney trabajan como prostitutas de alto precio que venden sus productos a ricos empresarios asiáticos. Simplemente no puede ser verdad.
Crecí en Florida y he estado yendo a Walt Disney World toda mi vida. Trabajé en ese parque. He estado allí de niño, de adolescente, de empleado y de padre. He hecho Disney sentado sobre los hombros de mi padre y he hecho los parques de Disney con mis hijos sentados sobre mis hombros. Es una gran parte de mi ADN, y puedo decirles que no hay forma de que Randy Moore haya logrado lo que vi esta noche. Es una película que no debería existir según ninguna definición racional.

Y sin embargo... no sólo existe, sino que es fascinante.
Admitió que era "indisciplinado a veces, tosco en los bordes en algunos lugares, técnicamente irregular, y no hay ningún sentido de ritmo en absoluto. Aun así", concluyó, "hay una especie de encanto ingenuo que lo hace imposible". apartar la mirada".
Otros críticos coincidieron en que la película tenía mérito artístico. "Ver la historia de cine negro de Moore es como estar súper pegado a tu asiento mientras te pinchan en el ojo", escribió Chalat-Noaker. "Es a la vez fascinante y repelente". Stephen Zeitchik de Los Angeles Times la llamó "una de las películas más extrañas y provocativas que este reportero ha visto en los ocho años que asistieron al Festival de Cine de Sundance". En Indiewire, Eric Kohn escribió que "Moore retrata a Disney World como el último espectáculo de terror, y transmite el mensaje en casi todas las escenas".
Si bien admitieron que la audaz producción de la película hizo que valiera la pena verla, otros críticos encontraron fallas. "No es una gran película. La historia tiene algunas buenas ideas, pero la ejecución es desigual", escribió Peter Sciretta en /Film, mientras la recomendaba como "diferente a todo lo que has visto antes [o verás] de nuevo". Del mismo modo, William Bibbiani de CraveOnline "no se lo habría perdido por nada del mundo", pero lo calificó al señalar que la película a menudo carecía de "cohesión y claridad".
Kyle Smith del New York Post, tuvo la evaluación más negativa y lo calificó como "más divertido de discutir que de sentarse". Si bien encontró el aspecto cinematográfico de guerrilla "intrigante", todo lo que significó para él fue "un par de momentos divertidos surrealistas" que podrían haber tenido lugar en cualquier parque de diversiones lo suficientemente grande: "Incluso los hipsters que odian a Disney van a ser decepcionado; la película es una pura obra de teatro que es más o menos imposible de estrenar a menos que los dueños de los cines comiencen a vender hierba junto con las palomitas de maíz".
A. O. Scott de The New York Times y Michael O'Sullivan de The Washington Post también dieron una crítica negativa de esta película. "Nada de esto es tan aterrador o divertido como debería ser", escribió el primero, "y lo que comienza como un pulgar astuto en el ojo del poder corporativo termina como un homenaje confuso y amateur a David Lynch".
La película se estrenó el 11 de octubre de 2013 y se estrenó en 30 cines en los Estados Unidos, y finalmente reportó una recaudación total de taquilla de $ 171,962.

## Cuestiones legales
Muchos periodistas que vieron la película en Sundance especularon que era probable que Disney tomara medidas legales para evitar que la película se exhibiera fuera del festival, o tal vez incluso durante el mismo. "Los abogados de Disney probablemente estén subiendo a helicópteros y planeando una redada en Park City en este momento", escribió McWeeny. Los críticos instaron a otros presentes a verlo antes de que fuera demasiado tarde, y comentaron que era cuestionable si los que no estaban presentes en el festival alguna vez tendrían la oportunidad de verlo.
Sin embargo, otros señalaron que si Disney había intentado bloquear el lanzamiento de la película, no estaba claro por qué motivos legales podría hacerlo. Moore se cuidó de evitar la infracción directa de los derechos de autor de las canciones o películas que se reproducen como parte de las atracciones, y la ley de propiedad intelectual es menos clara en los demás aspectos de la película. El escritor de ciencia ficción Cory Doctorow, quien distribuyó su primera novela, Down and Out in the Magic Kingdom, ambientada en un Disney World del siglo XXII, bajo una licencia Creative Commons, cree que, como máximo, hay "un posible reclamo de marca registrada, y supongo que Disney podría entablar una demanda por violar los términos de uso del parque, pero estos son casos mucho más difíciles de hacer que los derechos de autor".
El profesor de la Facultad de Derecho de Columbia, Tim Wu, no creía que Disney tuviera ningún reclamo de propiedad intelectual defendible. “Aunque los cineastas pueden haber cometido una infracción cuando rompieron las reglas de Disney World y si violaron los términos de entrada en sus boletos, la película en sí es un asunto diferente”, escribió en el blog de The New Yorker. "Como comentario sobre los ideales sociales de Disney World, parece caer claramente dentro de una categoría bien reconocida de uso justo y, por lo tanto, probablemente no será detenido por un tribunal que utilice las leyes de derechos de autor o marcas registradas".
A pesar del uso repetido en la película de los personajes y la iconografía de Disney, explicó Wu, la ley de marcas registradas no era suficiente. "Disney no tiene algún tipo de derecho general de propiedad intelectual en Disney World". Para presentar un caso de infracción de marca registrada contra Moore, continuó, Disney tendría que convencer a un tribunal de que el uso de sus imágenes protegidas en la película podría llevar razonablemente a los espectadores a creer que tuvo un papel en la producción de la película, y él no lo hizo. creo que era un argumento plausible. "La escena en la que una princesa de Disney intenta aplastar a un niño parece eliminar esa posibilidad".
En cuanto a los derechos de autor, Wu vio el uso de Moore de los parques de Disney como transformador:

El uso de Disney World no es un simple escaparate; él lo transforma en algo espantoso e inquietante: un lugar donde, por ejemplo, a los invitados a veces se les aplica una Taser y se les purga la imaginación... Podría ser una violación si Moore hubiera hecho una película diseñada para espectadores que querían ver Disney World pero no estaban demasiado perezoso para ir a Florida. Escape from Tomorrow, sin embargo, claramente no reemplaza la compra de un boleto.

Como tal, vio que la película ofrecía comentarios artísticos sobre el impacto cultural de Disney y, por lo tanto, claramente entraba en el uso justo. Wu lo comparó con un caso de la década de 1990 presentado por Mattel contra el artista Thomas Forsythe, después de que vendió algunas de sus fotografías que mostraban a otro ícono estadounidense, Barbie, siendo devorada por electrodomésticos antiguos como una forma de llamar la atención sobre el papel de la muñeca de juguete en la promoción de la objetivación de mujeres en la cultura estadounidense. El tribunal no solo desestimó la demanda de Mattel, "[l]os jueces estaban tan molestos por las demandas que otorgaron al artista honorarios de abogado de casi dos millones de dólares... Un juez tiene que pensar en la Primera Enmienda cuando se le pide que prohíba obra de arte".

En su reseña de /Film, Sciretta planteó otra cuestión:
Dejando a un lado la propiedad intelectual y los derechos de autor, en esta película aparecen muchas personas que nunca han firmado un comunicado . Las familias reales y los niños se ven en el fondo de casi todas las tomas. Ninguno de ellos dio permiso ni sabía que estaban siendo filmados para un largometraje.
En Slate, Aisha Harris admitió que esta era una posibilidad, especialmente si los niños fueron filmados sin el consentimiento de sus padres, pero señaló que "la ley sobre ese tema tampoco es blanco o negro".

### Respuesta de Disney
Disney no devolvió las llamadas o los correos electrónicos de los reporteros para hacer comentarios, ni tomó ninguna acción legal durante el festival, aunque confirmó a CNN que estaba "al tanto" de la película. A pesar de la aprensión crítica de que la película nunca se mostraría fuera del festival, algunos observadores vieron la situación como más compleja. Si Disney intentara suprimir la película por la fuerza, ese esfuerzo podría servir para llamar aún más la atención sobre ella, un fenómeno conocido como el efecto Streisand. Incluso si Disney lograra evitar la distribución oficial, la película podría piratearse y distribuirse fácilmente a través de Internet. en su publicaciónrevisión, Smith sugirió que Disney evitara esto tomando el camino opuesto, simplemente ignorando Escape from Tomorrow y dejando que la atención se disipe por sí sola.
Michael Ryan, director de The YoungCuts Film Festival, señaló que había un precedente para la película en la demanda de Air Pirates, en la que Disney pasó ocho años en los tribunales con algunos dibujantes clandestinos que habían publicado una parodia clandestina de cómics en la que Mickey Mouse y otros personajes de Disney se involucraron en sexo explícito y usaron drogas ilegales, entre otros comportamientos que evitaron en las propias narrativas de Disney. Sugirió que Disney comprara los derechos y lanzara la película, lo que podría hacer fácilmente ya que su interés anunciado le garantizaría un monopsonio en la película ya que ningún otro distribuidor querría igualar los bolsillos profundos de Disney o su temida respuesta legal. Como lanzamiento de Escape from Tomorrow, Disney tendría una gran audiencia potencial de entusiastas y antagonistas de Disney, Disney ganaría dinero con la propiedad que ya posee en lugar de otra persona y la aparente disposición de la compañía a bromear quitaría algo de la sátira.

Moore expresó su esperanza de que la película pudiera mostrarse y estrenarse, incluso si eso significaba una batalla legal.
Depende de qué tan bueno sea el caso que los abogados puedan hacer. Si dicen que tengo una oportunidad, definitivamente lucharé por ella. Trabajé muy duro en ello durante tres años y me costó mucho. Solo dejarlo desaparecer sería una pérdida de tiempo.
Desde el estreno de la película, Disney lo ha reconocido de otra manera. El suplemento en línea de Disney A to Z: The Official Encyclopedia incluye una entrada para Escape from Tomorrow , describiéndola como "una película de culto surrealista independiente filmada subrepticiamente en Walt Disney World y Disneyland".
Según The Hollywood Reporter, Disney optó por evitar responder a la película por completo, en lugar de emprender acciones legales, en un esfuerzo por evitar una mayor publicidad.

## Premios y nominaciones
| Premiación  | Categoría                                                                        | Candidato                                | Resultado | Ref.   |
| ----------- | -------------------------------------------------------------------------------- | ---------------------------------------- | --------- | ------ |
| IMFCA Award | Compositor del Año                                                               | Abel Korzeniowski                        | Ganador   | [ 35 ] |
| IMFCA Award | Mejor Banda Sonora Original para una Película de Fantasía/Ciencia Ficción/Terror | Abel Korzeniowski                        | Nominado  | [ 35 ] |
| IMFCA Award | Composición Musical de Cine del Año                                              | "The Grand Finale" por Abel Korzeniowski | Nominado  | [ 35 ] |